# L'Année philologique
L’Année philologique — en abrégé APh ; le titre complet est L’Année philologique : bibliographie critique et analytique de l’Antiquité gréco-latine — est une bibliographie annuelle répertoriant les publications scientifiques relatives à la civilisation de la Grèce et de la Rome antiques, des origines à l'orée du Moyen Âge. Tous les domaines d'étude y sont pris en considération, de l'histoire politique aux sciences et techniques, en passant par la littérature, la linguistique, l'archéologie, la religion, le droit ou encore la philosophie. Fondée en 1926 par le latiniste Jules Marouzeau, elle a été publiée jusqu'à une date très récente avec le concours du CNRS et la collaboration de plusieurs centres de recherche étrangers. Le CNRS s'étant retiré du projet en 2013-2014, depuis le 1er janvier 2015, la rédaction française a son siège à l'Université Lille III.
Propriété de la Société internationale de bibliographie classique (SIBC), une association française à but non lucratif, L'Année philologique est disponible sous la forme de volumes imprimés dont la diffusion a été assurée par la société d'édition Les Belles Lettres jusqu'en 2017, année où la firme Brepols s'est vu confier la gestion de la base en ligne (depuis la fin des années 1990, la bibliographie est en effet consultable également en ligne).

## Contenu
Actuellement L’Année philologique paraît chaque année au début de l'automne. En raison du temps nécessaire pour répertorier et traiter les nouvelles publications, elle ne signale celles-ci qu'au minimum deux ans après leur parution. Depuis la création de la base de données « L’Année philologique sur Internet », le contenu de chaque nouveau tome est intégré à la base de données en ligne aussitôt après la parution du volume imprimé.
Cette bibliographie recense les monographies et les articles parus dans des périodiques et des recueils (actes de colloques, mélanges, etc.). Les monographies sont mentionnées avec, éventuellement, des informations sur leur contenu, tandis que les articles sont d'habitude accompagnés d'un bref résumé rédigé, selon l'origine de la notice, en allemand, en anglais, en espagnol, en français ou en italien. La revue ne porte pas de jugement de valeur sur les publications qu'elle signale, mais indique, pour chaque monographie, les principaux comptes rendus auxquels elle a donné lieu. 
L’Année philologique ne prétend être pas exhaustive : destinée avant tout à la recherche, elle ignore par exemple les publications purement scolaires et les ouvrages de simple vulgarisation, et, même si elle enregistre un très grand nombre de publications, elle ne saurait recenser la totalité de ce qui paraît chaque année et doit donc être complétée par le recours aux bibliographies spécialisées existantes (linguistique, archéologie, paléographie, épigraphie, papyrologie, philosophie, etc.). La plupart de celles-ci sont signalées dans chaque tome de la revue.
Au cours de son histoire, L'Année philologique a été distinguée à trois reprises par l'Académie des inscriptions et belles-lettres, qui a décerné à ses directeurs successifs, Jules Marouzeau, Juliette Ernst et Pierre-Paul Corsetti, le prix Brunet, destiné à honorer une bibliographie savante.

## Histoire

### Débuts
L’Année philologique a été fondée en 1926 par Jules Marouzeau. Celui-ci avait commencé par publier, en 1927, les deux volumes d'une importante bibliographie rétrospective, Dix années de bibliographie classique (1914-1924), destinés à couvrir les années précédant la création de la revue. Le tome I de L’Année philologique (qui couvre les années 1924-1926) paraît en 1928 et prend la suite de ces Dix années de bibliographie classique. Marouzeau est le premier directeur de la revue. L'une des premières collaboratrices de cette bibliographie est Juliette Ernst (1900-2001), qui participe à sa rédaction à partir de 1929, avant d'en devenir plus tard la rédactrice en chef puis, en 1963, la directrice. À compter de 1946, année où J. Ernst fut recrutée par le CNRS comme « collaborateur technique » (grade équivalent à celui d'ingénieur de recherche dans la terminologie actuelle), et jusqu'en 2014, la plupart des membres de la rédaction française ont été des agents de cet organisme.

### À partir de 1965: création des rédactions à l'étranger
Au fil du temps, en raison du nombre sans cesse croissant des travaux relatifs à l'Antiquité classique, L’Année philologique a été conduite à se doter de succursales étrangères. La première a été la rédaction américaine, fondée en 1965 à Chapel Hill, N.C., et chargée des publications originaires des États-Unis, du Royaume-Uni, d'Irlande et de divers pays du Commonwealth (Canada, Afrique du Sud, Australie et Nouvelle-Zélande). En 1972, une rédaction allemande voit le jour à Heidelberg, en Allemagne fédérale, pour couvrir les publications d'Allemagne et d'Autriche. Quelques années plus tard, en 1977-1978, une rédaction suisse est créée à Lausanne. En 1995, se met en place à Gênes une rédaction destinée à répertorier l'abondante production italienne. Enfin, en 2000, est inaugurée à Grenade une rédaction espagnole ayant pour mission de signaler les publications de la péninsule Ibérique et d'Amérique latine. De son côté, la rédaction française, qui a assuré jusqu'en 2014 la direction d'ensemble de l'entreprise, traite les publications d'Europe (hormis celle des pays où existent des rédactions spécifiques), du Proche-Orient, d'Afrique et d'Asie (Japon).

### Années 1980-2000: l'informatisation de la revue
Au cours des années 1980, plusieurs dizaines de volumes (plus précisément les tomes 1 à 44) ont été disponibles sur microfiches, mais ce support a été vite abandonné en raison de son caractère peu pratique et, pour cette raison, de son faible succès. La numérisation rétrospective de L’Année philologique commence en 1988. Elle aboutit à la publication sur CD-Rom de la Database of classical bibliography (DCB), dont il existe deux versions, parues respectivement en 1995 et en 1997, la seconde comprenant le contenu des tomes 45 à 60, mais en raison à la fois de son coût et de l'évolution des techniques, le procédé ne tarde pas à être, lui aussi, abandonné, au profit d'une mise en ligne sur Internet. 
En 1994, à l'initiative du nouveau directeur de la revue, Pierre-Paul Corsetti, assisté par Éric Rebillard, à l'époque directeur adjoint, et avec le concours de Richard Goulet, est créée AnPhil, une base de données relationnelles permettant un travail collectif en réseau. C'est cette base qui sera employée pour la mise en ligne progressive de la totalité de L’Année philologique, d'abord par le biais du projet AnPhilNet, en libre accès de 1999 à 2002, et qui couvrait seulement les tomes 66 (1995) à 70 (1999) de la revue, puis, à partir de 2002, via une base Oracle appelée « L’Année philologique sur Internet », où ont été intégrés progressivement le contenu de la DCB, ainsi que les données des volumes imprimés depuis le tome 1 (1924-1926). Cette base est accessible moyennant un abonnement payant auquel peuvent souscrire tant les institutions (universités, bibliothèques, centres de recherche, etc.) que les particuliers.